# Moreiras (Chaves)
Moreiras es una freguesia portuguesa del concelho de Chaves, en el distrito de Vila Real, con 9,24 km² de superficie y 273 habitantes (2011), repartidos en cuatro núcleos de población: Moreiras, Almorfe, France y Torre. Su densidad de población es de 29,5 hab/km².
Freguesia de montaña, afectada por una fuerte despoblación (tenía 544 habitantes en el censo de 1981), Moreiras se sitúa a 15 km al sur de Chaves por la carretera N-314, en la sierra de Brunheiro, a una altitud de 800 metros. Eminentemente rural, sus principales producciones son el centeno, la patata y las castañas.
Moreiras perteneció en sus orígenes a la Orden Hospitalaria de San Juan de Jerusalén y más tarde fue una encomienda de la Orden de Cristo. En su patrimonio histórico-artístico destacan la iglesia matriz, originaria del siglo XIV, el crucero barroco y la fuente cubierta, a la que una sepultura antropomórfica sirve de bebedero de animales.